# ウィリアム・キッド

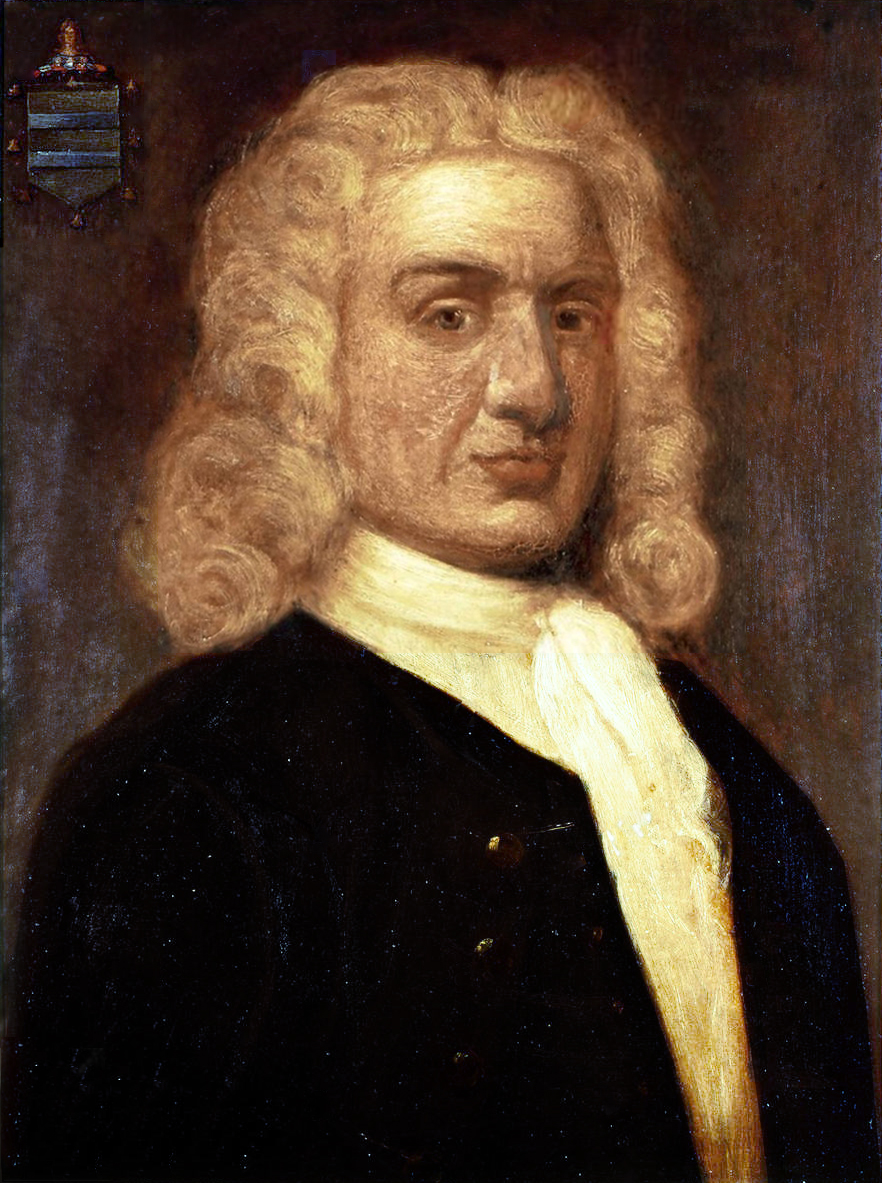
ウィリアム・キッド

ウィリアム・キッド（William Kidd、1635年  - 1701年5月23日）は、スコットランド生まれの私掠船、海賊船の船長。キャプテン・キッドの別名が広く知られている。

## 生涯

### 前半生
キッドが記録に現れ始めるのは、彼が50歳を越える頃である。
キッドは、スコットランドのグリーノックに長老派牧師の息子として生まれた。彼は少年期をスコットランドで過ごしたあと、アメリカへ渡った。アメリカに来た後の人生は分かっていないが、船乗りとして生活していた、もしくは、西インド諸島で非合法活動を行っていたものと思われる。
その後、彼はブリガンティン船ブレスト・ウィリアム号を指揮して西インド諸島で私掠行為を行って名をはせていた。1691年、キッドはロバート・カリファド率いる反乱者たちによってアンティグアに置き去りにされた。
その出来事の後キッドは再び海に出ていき、アメリカ植民地を襲うフランス船を拿捕して、ニューヨーク植民地議会から表彰された上で特別褒賞として150ポンドを受け取った。それによりキッドの名はニューヨーク外のアメリカ植民地などにも知れ渡っていった。それから彼は、ニューヨーク市でセアラ・オートと言う未亡人と結婚した。その後商人になった。

### 私掠船の船長として

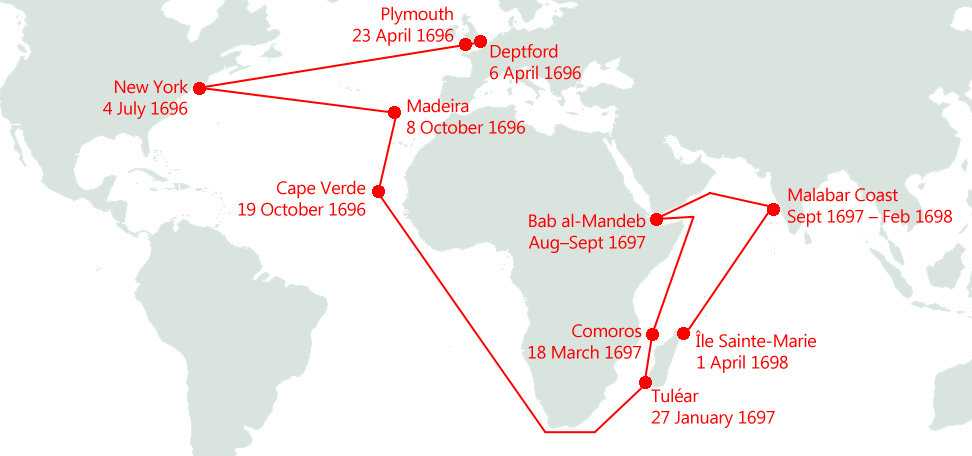
アドヴェンチャー・ギャレー号の航路

1695年、キッドは私掠免許を得るための活動をするためにロンドンに向かった。当時のアメリカ植民地は、イギリスの法律によって困窮していたため、インド洋などに略奪に向かう海賊たちを援助していた。
植民地は、海賊たちが略奪してきた財宝などを売却する場所となり、北アメリカには海賊たちが集まった。それらの行為についてはイギリス政府も関知していたが、世界各地で戦争をしていたため対処できる状態ではなかった。その為、海賊退治を私掠船にまかせることにした。
海賊退治を任されたベロモント伯リチャード・クートはジョン・サマーズ卿に紹介されたオーフォード伯エドマンド・ラッセル、ロムニ伯ヘンリー・シドニー、シュルーズベリ公チャールズ・トールボット、ロンドンの大商人エドマンド・ハリソンなどと共に海賊退治の準備を行った。ロンドンにいたベロモント伯は私掠船に必要となる船舶や船長などを探していたところキッドの知り合いのロバート・リヴィングストン大佐に出会った。大佐は、ベロモント伯が私掠船長を探していることを知ると彼にキッドを紹介した。
そこでキッド自身に海賊たちについての詳しい知識があったため、ベロモント伯に政府の船の指揮官にするようにという提案を出してもらえた。しかし理由は不明ながら、この提案は受け入れられなかった。これを聞いたベロモント伯はキッドに船長を務めさせるために新しい船を自身の資金を使って建造し、委任状も自身で手に入れた。アドヴェンチャー・ギャレー号は、287トンの船体で、34門の大砲と150人の乗員を持つ船であった(キッド自身も、アドヴェンチャー・ギャレー号の建造費用6000ポンドの内600ポンドを支払っていた)。キッドは海賊を捕らえていいという権限と、その過程で出会ったフランス船も拿捕していいという権限を手にいれた。
1696年3月1日、キッドのアドヴェンチャー・ギャレー号は、テムズ川近辺にてイギリス海軍の強制徴募を受けた。これによりキッドたちは、19日間にわたってこの地に留められた。1696年5月、プリムスを出発した。大西洋でいくつかの小さな船を襲った後、彼はニューヨークに向かった。この地で襲った船の略奪品を売却したり強制徴収によって削減されたアドヴェンチャー・ギャレー号のクルーを補充したりした。9月7日にこの地を発った。
その後マデイラ島に行ってワインや必需品を、ボナヴィスタでは塩を、セントヤーゴ島では食糧を積み込んだ。そして1696年9月、海賊たちの巣窟マダガスカルを目指した。
喜望峰を抜ける直前でイギリス海軍のウォーレンに遭遇する。キッドは彼と揉めてしまい、ケープタウンに寄港する予定を変更して、ウォーレンを避けるためコモロ諸島のヨハンナ島に赴くことにした。コモロ諸島は火山島として知られ海賊の基地としても使われていた。
ヨハンナ島ではキッドの悪評を聞かされていたセヴァーン号とスカーバラ号に遭遇する。キッドが東インド会社の後続船を襲撃するという情報を2船が受け取ったことから、両者の関係性はさらに緊迫し文字通り一触即発の事態となったため、4月27日、キッドはこの島を離れた。
彼は周囲にマダガスカルのセント・マリー島に向かうと告げていたが、実際にはコモロ諸島のモヒラ島に赴き、その島で海賊を狙った。しかし、その狙いは外れて海賊は現れなかったのでヨハンナ島に戻ってから、同年7月に紅海のバブ・エル・マンデブ海峡にあるペリム島に向かった。
一味はこの時点で1銭も得ていなかったことから、一部で海賊への転身を支持する声が上がり始めていた。

#### 海賊として
キッドはぺリム島から偵察を出してムーア人の財宝船・十数隻がこちらにやって来るという情報を手に入れた。キッドはこの情報を船で共有し海賊行為を行うことを乗組員に伝えたが反対者はいなかった。キッドらはイギリスとオランダの護衛艦に守られたムーア人の財宝船団を発見して、それを襲った。しかしキッドの船は護衛艦に勝てず撤退した。
その後海賊稼業を続けることにしたキッドは、インドのマラバール海岸に行き小型船を襲ったがこの船は財宝を積んでいなかったためコーヒーと胡椒を略奪した後に船を解放した。インド沖ではポルトガルの軍艦2隻と遭遇しその内の1隻を壊滅させた。
10月30日、キッドはオランダの財宝船『ロイヤル・キャプテン号』を襲撃しなかったことをウィリアム・ムーアという船員に咎められたと思い彼と口論となり、最終的に鉄で補強されたバケツでムーアを殴りつけて、殺害してしまった。この事件を機にキッドは本格的に海賊行為を行っていくことになる。
11月27日、インドのカルワール沖で大型船『処女号』を拿捕した。処女号は、オランダ人船長に率いられたムーア船でフランス東インド会社の通航書を所持していた。そのため、キッドは私掠を許可する書類を見せて合法的に処女号を略奪し、そこそこの財宝を得た。処女号は『ノーヴェンバー号』に改名され、アドベンチャー号と共に航海を続けることになった。
一味はインド洋の隠れ小島ラカダイヴ諸島に赴いて傷付いた船の傾船清掃を行った。この島でクルーの一人が現地住人と争いを起こした末に殺害されるという事件が発生した。この件に怒ったキッドは容疑者を木に縛り付けて処刑し村を焼き払ってしまった。
1698年2月、キッドはインドのコーチン沖にてアルメニア人商人コギ・ババの持ち船で総額71万ポンド（5万ポンド）の財宝を積んだ『ケダー・マーチャント号』を発見し略奪した。キッドは、フランス国旗を揚げて接近した。マーチャント号襲撃で一味が手に入れた財宝は現代の価値で2300万ドルから1100万ドルといわれる。前者はインドの商人からの申し出に基づき、後者は東インド会社による計算値である。

### マダガスカルでの出来事
キッドはアドヴェンチャー・ギャレー号、ノーヴェンバー号、ケダー・マーチャント号を率いてサント・マリー島に到達する。この地で彼はかつてキッドの下で副船長として働いていたが、船を盗み海賊として活動しているロバート・カリフォードと彼の持ち船モカ号（Mocha Frigate）に出会う。カリフォードはインディアマンという種類の重装備船「レゾリューション号」の船長としてイギリス東インド会社に雇用されていたが、船を持ち逃げして船名をモカ号に改名した上でインド洋の海賊に転身していた。
そこで彼らはボンブー酒を飲み交わし、互いに物品を送りあった。本来海賊退治のために派遣されたキッドはこの地で海賊を助けてしまった。
しかし、キッド船長自身はこの話を否定している。彼によれば、彼はセント・メアリ島到着時にカリファド一味を発見したので、海賊退治のために彼らを拘束することを決めた。キッドは乗員に船を捕らえるように指令を出したが、クルーたちはその命令を聞かなかった。そこでキッド船長は乗組員たちにケダー・マーチャント号の略奪品を分け与えた。しかし配当金を得た乗員のほとんどが謀反を起こし、カリファドに合流してしまった。そして、18人の船員しかキッドの元に残らなかった。
損壊が激しいノーヴェンバー号とアドヴェンチャー・ギャレー号はサント・マリー島の近海に沈められた。1698年11月15日、一味はケダー・マーチャント号に乗り込んで島を出航した。

### 追われるキッド船長
モザンビークのセント・オーガスティン島では、置き去りの刑を受けていた、いわゆるマルーナーを船員に加えた。キッドは、喜望峰を回るための風を5か月間待った。西インド諸島のアングイラ島で自分が「東インドの疫病神」と言われていることを知ったキッドは、ベロモントの手を借りようとした。彼はベロモントに連絡が取れるまでセント・トマス島の宿屋に泊まろうとしたが、お尋ね者であることを理由に宿泊を拒否された。
キッドはカリブ海でボールトンという商人に出会った。キッドはボールトンと交渉してお互いの船を交換することにした。キッドは彼のスループ船（サン・アントニオ号）を譲り受け、ケダー・マーチャントと財宝（3万ポンド以上）はキッドが3ヶ月しても帰ってこなかったらボールトンの所有物になるという契約だった。キッドが船を交換した理由は船体が大きすぎて目立ってしまうからだった。キッドはアントニオ号に財宝（1万ポンド）を積み込んでアメリカへ出発しケダー・マーチャント号は3万ポンド以上の財宝と共にイスパニオラ島の近海に留め置かれた。
国王は、喜望峰東部からソコトラ島、コーモリン岬までの海域で行われた海賊行為に対しては、1699年4月末までに自首すれはどんな罪であろうとその罪を免除するという布告を出した。ただし、キッドとエイヴリーだけは例外だった。ロング・アイランドに到着したキッドは、ベロモントに会うためボストンに行った(この時ベロモントは、キッドを誘き寄せるため偽物の歓迎の手紙を書いた)。
歓迎の手紙を受け取ったキッドはサン・アントニオ号の品物を積み込んだ3隻のスループ船をブロック島に派遣した。また、ガーディナー島（後日にキッドの埋蔵金が発見された）とブロック島を複数回往復している。 ボストンに着いたキッドはベロモントに裏切られて逮捕されボストンの刑務所に投獄された。逮捕前のキッドはアメリカで色々な人々に財宝を贈りまわっていた。ベロモントはキッドが各地にばらまいた略奪品の回収を試みて、いくつかの財宝が発見された。ベロモントによって発見された財宝（1万4000ポンド）とキッドは同じアドバイス号に乗せられてイギリスに運ばれた。

### 裁判と最期

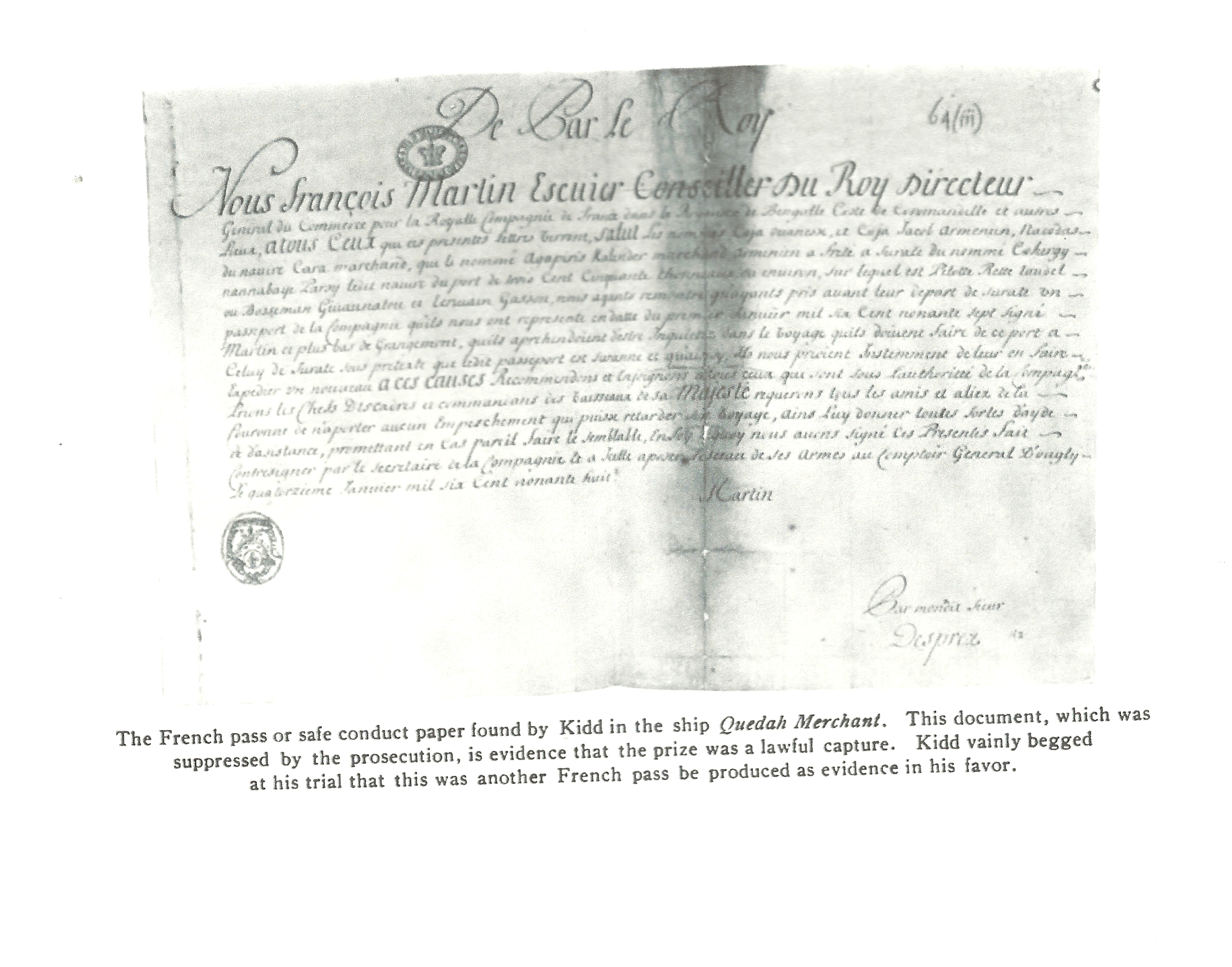
クェダ・マーチャント号に対してフランス政府が発行した航行許可書。キッドの裁判中に提出されることはなかったが、事件の2世紀後にロンドンの公文書館で発見された。

一年後ホイッグと敵対する政治家がキッドを議会下院に召喚しホイッグに対して不利な証言を引き出そうとしたが成功しなかった。

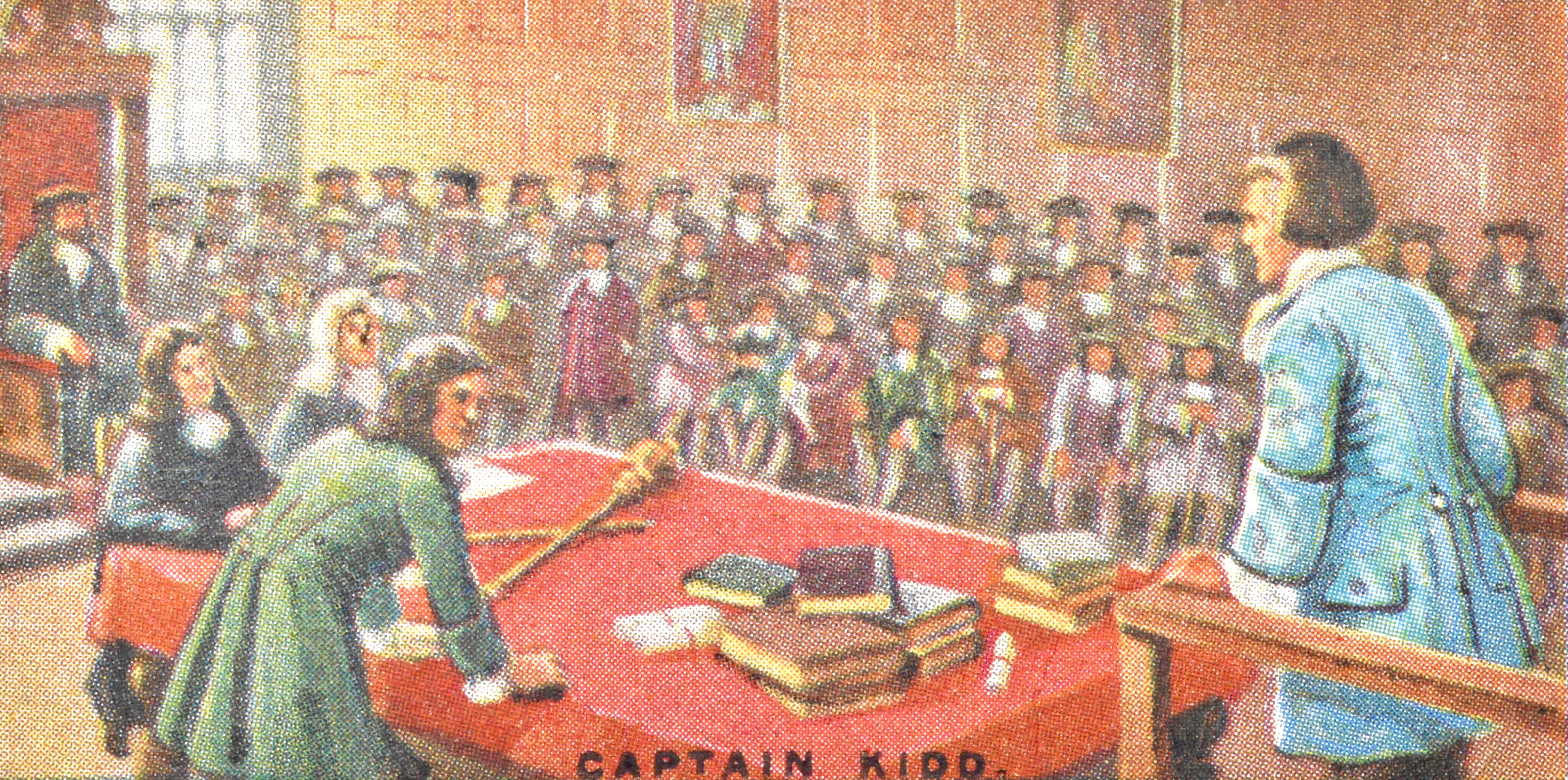
裁判にかけられるキッド。1925年発行のシガレットカードより

1700年5月、ムーア殺害と海賊行為の罪で裁判が始まった。キッドは、ムーア殺害は計画的なものではなく、ムーア自身が反乱の姿勢を見せていたため殺害は仕方がなかったとして無罪を主張し、ケダー・マーチャント号はフランス船であるから海賊行為にはあたらないとしてこちらの罪でも無罪を主張した。しかし、主張が認められることはなく、どちらの罪でも有罪が言い渡された。
ケダーマーチャント号がフランス船であることを示す通行書が存在したがキッドの裁判時には紛失していた。ただし、キッドはケダーマーチャント号以外にも略奪行為を働いており、通行書の有無は裁判結果に影響しなかったであろうと考えられている。
最終的に、彼は5つの海賊行為と殺人の罪で死刑となった。

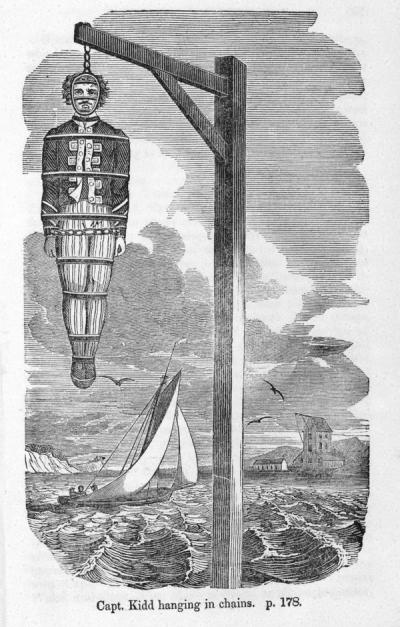
縛り首になったキッド船長『海賊自身の書』より

その遺体はタールを塗られ、散り散りにならないように鉄の輪をはめられた上で鉄の檻に入れられた。海賊を志す者に対する警告としてテムズ川の絞首台に数年間放置された。死後、彼を称えるバラッドが多数制作され、その一部は動画投稿サイトYouTubeで試聴可能である。
イスパニオラ島で手放したケダー・マーチャント号とその財宝の行方は長らく不明のままだった。ベロモントが探索に派遣したエバーツ船長は、ボールトンがケダー・マーチャントに火を付けて破棄し積み込まれていた財宝はキュラソー島で売り払われたと報告した。また、「船はボールトンによってニューイングランドに運ばれてから破棄された」や「船も財宝も手付かずのまま今もどこかに眠っている」などの説も唱えられている。
2007年には、米インディアナ大学のチームによって、ドミニカ共和国のカタリナ島近海で、ケダー・マーチャント号とみられる船が発見された。

## 政争に巻き込まれた説
一般にはキッドは貴族らスポンサーを騙して出資を募り、それを元手に海賊行為を行っていたとされる。だが、ミュージアム・オブ・ロンドン・ドックランズで開催されている「海賊 キャプテン・キッド物語」では、キッドは富裕層の対立に巻き込まれたという見方を示している。それによればキッドの怪しい事業はスポンサーの意思によるもので、それによって利益を脅かされると考えた東インド会社が裏で糸を引いてキッドを犯罪者に仕立て上げたという。実際、キッドの裁判では彼の無実を示す証拠が紛失し、有利な証拠の提出が禁じられていた。

## フィクションと財宝伝説
キッドは、逮捕される前にガーディナー島に財宝を埋蔵した。この財宝はベロモントの部下によって発掘されているが、キッドの未発見の財宝が世界のどこかに隠されているという「財宝伝説」が人々の間で語り継がれている。現代の試算ではキッドが手に入れた略奪品は40万ポンドに上るとも考えられている。
投獄されていたキッドは看守を使ってベロモントに財宝話を持ちかけた。キッドいわく（逃走防止策を取った上で）ケダー・マーチャント号が破棄された所まで自分を連れて行き、そこからカリブ海のセント・トーマス島とキュラソー島に向かえば5万から6万ポンドの財宝を手に出来るという話だった。
ベロモントはキッドと決別することを望んでいたので、この提案を断ったが、看守にキッドから財宝の話を聞き出すように依頼した。しかし結局のところ看守はキッドから財宝話を聞き出すことは出来なかった。
また、キッドは処刑される数日前に「私は10万ポンドの財宝をどこかに隠してある。縛り首を免除してくれるなら、その財宝の在りかまで案内しよう」という手紙を英国下院議長ロバート・ハーレー宛に書いている。10万ポンドは現在の価値では800万から900万ポンド、ドルでは2000万ドルになる。この手紙に関する噂は数日で当時の人々の間に広まり、キッドの隠し財宝を探し求める人々が出現した。
隠し財宝の内訳や金額は時代と共に増大していき、その隠し場所もニューイングランドの入り江や小湾、アメリカの東海岸、西インド諸島の島々などのほか、時代が下がるとキッド自身が足を延ばしていない日本の南西諸島、アメリカの太平洋岸、フィリピンなどが候補地に加えられていった。
財宝伝説はフィクションの世界でも取り入れられている。エドガー・アラン・ポーの『黄金虫』とロバート・ルイス・スティーヴンソンの『宝島』のうち前者は、キッドの財宝自体が登場し、後者に登場する「フリント船長の財宝」はキッドの財宝を想定した物と思われる。
キッドの隠し財宝の行方については現代でも議論されている。「キッドが方々で吹聴していた隠し財宝の話は罪を逃れるための嘘の産物である」「財宝は実在しベロモントか他の誰かによって密かに発見されているが、その事実は公表されてない」「財宝は誰にも発見されず今もどこかに隠されている」などの説がある。

### パルマーの海図
1929年、元弁護士で海賊の遺物を収集していたヒューバート・パルマー（Hubert Palmer）が、「Captain William Kidd」「Adventure Galley 1669」などと刻印があり、その昔、キッドが所有していたとされる17世紀の家具を購入した。
その家具を調べていると物品を隠しておける秘密の隠し場所が見つかり、そこから名称不明の謎の島を描いた海図が発見された。その海図には"1669"や島が位置する海域の名前である"シナ海"やキッドのイニシャルの"W.K."などが記されていた。パルマーは捜索を続け、島が描かれている地図をさらに3つ発見した。（発見の経緯や順番などには諸説あり）
島はブーメランのような形状で、左右にある島の突端がラグーンを囲んでおり、その反対側にサンゴ礁がある。パルマーは発見した海図を本物だと信じており、キッドの財宝が隠されているというシナ海の島の特定を進めていた。
そのうち、太平洋のココ島で海賊が隠した財宝を追い求めていた著名なトレジャーハンターのマルコム・キャンベル卿とパルマーの主導で探検隊を組織してシナ海の財宝島に向かうという計画が立てられた。パルマーとキャンベルたちは1つの部屋に集まって作戦会議を開き、「まるで少年のように」海図を眺めていたという。しかし、戦争が勃発したことで計画は中止された。
パルマーは結局1949年に死亡した。彼の死後、海図は家政婦のエリザベス・ディックに相続され、現在では行方不明である。ディックはいつの日か他の人々が探検隊を組織して冒険に乗り出すことを願っていた。
しかし、キッドが東洋に赴いたという事実は存在しないどころか、東経75度を東に超えたことすらなかった。

#### 探検航海
ある日、造船所を経営するジョージ・シェパードはパブでディックの甥と出会った。シェパードは彼から海図の話を聞かされて興味を抱き、実際にディックの元に赴いて海図を見せて貰うことに成功した。シェパードはイギリスの新聞に募集広告を掲載して、1000ポンドをシェパードの会社「ディスカバリー社」に支払う代わりに財宝探しに参加でき、分け前や発言権も保証するといった条件で探求者を募った。結果的に2000通の応募が届き、その多くは宝島の主人公ジム・ホーキンズに憧れる少年たちだった。
1951年11月3日、シェパードとジェームズ・ブラウンリーに率いられた15人の探検隊が120トンのスクーナー船、ラ・モルナ号（La Morna）に乗り込んでイギリスを出発し極東のシナ海を目指した。彼らによると、シンガポールから600マイル（約965km）ほど東にある未知の海域にキッドの財宝島があるという。しかし、その海域には海賊が出没するため、探険隊も銃器で武装する必要があった。また、財宝が発見された場合は平等に分配される取り決めだった。
しかし、出発から3日で船が嵐に襲われて難破し探検は失敗に終わった。乗組員は救助されたという。

### 日本における財宝伝説
日本のトカラ列島に浮かぶ宝島にも、キッドが財宝を隠したという言い伝えが残っている。
1936年11月、アメリカのModern Mechanix誌にキッドの財宝伝説に関する記事が掲載された。著者はキッドの生まれ変わりを自称する作家のハロルド・T・ウィルキンスだった。この記事にはパルマーが家具の隠し場所から海図を発見したことも書かれており、パルマーの海図であるとされる「MAR DEL」と書かれた古びた地図も掲載されていた。
1937年2月4日、Modern Mechanix誌の記事に掲載されている地図（MAR DELと書かれている地図。パルマーが発見した海図であるとウィルキンスが記事内で紹介しているもの）に描かれているのは日本の南西諸島の島ではないか？との匿名の手紙が日本の外務省宛に届いた。手紙には具体的な島名は書かれていなかったが、そこから発展して、いつしかトカラ列島に浮かぶ宝島にキッドの財宝があるという話になった。
日本のトレジャーハンター、八重野充弘によると、1973年に作家の畠山清行が『日本の埋蔵金』を出版したことで宝島に探索者が押し掛けるようになったという。
トカラ列島に浮かぶ横当島はパルマーの海図の島に同定された。島で財宝が発見され、それがキッドと結び付けられたとも言われる。1952年6月23日付けのシドニー・モーニング・ヘラルドは以下のように報じている「毎日新聞の22日の報道によると、Masahiro Nagashimaに資金提供を受けた日本のトレジャーハンターが横当島の洞窟で鉄製の箱に納められていたキッドの財宝を発見した。その財宝は1億ポンドの価値を持ち日本政府に提供される予定である。」。
沖縄県のアトゥク島や大神島にも財宝伝説が残っている。
いずれにせよ、キッドの行動範囲に東洋は含まれていない。
なお、日本における財宝伝説の火付け役となったハロルド・T・ウィルキンスは、1935年にキッドの財宝伝説とパルマーの海図の話をまとめた『Captain Kidd and his Skeleton Island』という本を出版している。この本の中でも似たような「MAR DEL」と記された海図をパルマーが発見したものであるとして掲載していた。
しかし、ウィルキンスは、その海図は自分が捏造したものだったと告白している。パルマーの本物の海図を使用したかったが、許可が下りなかったためだという。また、ウィルキンスの海図には財宝に到るまでの細かい情報（暗号）が記されているが、これも、出版社の指示を受けてウィルキンスがでっち上げたものだった。

### ほかの事例
1983年、コーク・グラハムとリチャード・ナイトは、キャプテン・キッドの埋蔵財宝を探索しにベトナムのフーコック島に行った。ナイトとグラハムらは捕らえられて、ベトナムの領土への不法入国で有罪となり、それぞれに10,000ドルの罰金が科された。罰金を支払うまでの11週間、彼らは収監されていた。　
トレジャーハンターのロベール・シャルーはキッドがカリブ海のアングイラ島で自身が海賊として手配されていると聞いた時に、この島のどこかの砂浜に財宝を埋めたのだろうと考えた。

## 脚註